# 47164 Тічино
47164 Тічино (47164 Ticino) — астероїд головного поясу, відкритий 10 жовтня 1999 року.
Тіссеранів параметр щодо Юпітера — 3,230.